# جی عبدو
جِی عبدو با نام تولد جهاد عبدو (عربی: جهادعبدو؛ زادهٔ ۲۱ اکتبر ۱۹۶۲ در دمشق) هنرپیشه سوریه‌ای، آمریکایی است. وی از سال ۱۹۸۶ میلادی تاکنون مشغول فعالیت بوده‌است. از فیلم‌هایی که بازی کرده می‌توان به شهبانوی بیابان و آشیانه گرگ‌ها: عراق اشاره کرد.

## مهاجرت به آمریکا
این هنرمند پس از آنکه از حکومت بشار اسد انتقاد کرد، پیام‌های تهدید آمیزی دریافت نمود. وی در اکتبر سال ۲۰۱۱ به آمریکا مهاجرت نمود و نام خود را از «جهاد» به «جِی» تغییر داد. وی هم‌اکنون در شهر لس آنجلس زندگی می‌کند.

## فیلمشناسی
| نام فیلم                | سال تولید | نقش       | توضیحات              |
| ----------------------- | --------- | --------- | -------------------- |
| اولین تولد              | ۲۰۱۹      | حمید      | محصول ایران و امریکا |
| هلوگرامی برای پادشاه    | ۲۰۱۵      | دکتر حداد |                      |
| ملکه صحرا               | ۲۰۱۴      | فتوح      |                      |
| مدرک                    | ۲۰۱۴      | سرباز     | فیلم کوتاه           |
| انتقام پدر              | ۲۰۱۳      | پدر       | فیلم کوتاه           |
| ما دل و جرأت داریم      | ۲۰۱۳      |           |                      |
| عمر                     | ۲۰۱۲      | ساتراپ    | مجموعهٔ تلویزیونی     |
| ماجراهای دلیله و الزیبغ | ۲۰۱۱      | السُکاری   | مجموعهٔ تلویزیونی     |
| آشیانه گرگ‌ها: عراق      | ۲۰۰۶      | رهبر کُرد  |                      |